# Тип 61
Танк, Тип 61 (яп. 61式戦車), также распространено обозначение «61» — японский танк 1960-х годов; по советской классификации обозначался как средний, по западной же и собственной японской — как основной боевой танк. Первый танк Тип 61 был разработан в 1954—1961 годах на основе американского M47, как более приспособленная к специфическим требованиям японских вооружённых сил машина; основными отличиями Тип 61 стали значительно уменьшенные размеры и масса и облегчённое бронирование. В ходе серийного производства, продолжавшегося с 1962 по 1972 год было выпущено 564 танка Тип 61, помимо этого, производился ряд специализированных машин на его базе.
На протяжении 1960-х и 1970-х годов Тип 61 составлял основу бронетанковых сил Сухопутных сил самообороны Японии, но с 1980-х годов начал постепенно вытесняться новым основным боевым танком Тип 74. Во второй половине 1990-х годов, с массовым поступлением в войска нового танка Тип 90, началась ускоренная замена ими устаревших танков, и последние Тип 61 были сняты с вооружения к 2000 году.

## История создания и производства
После поражения Японии во Второй мировой войне, её вооружённые силы были расформированы американской оккупационной администрацией, а подавляющее большинство стоявшей на их вооружении бронетехники, за исключением переданной другим странам, было пущено на слом; японской администрации были оставлены лишь 405 невооружённых бронетранспортёров для использования в качестве гражданских машин при восстановительных работах. Первоначально США планировали полную демилитаризацию Японии, однако в 1950 году начало Корейской войны и необходимость обеспечить самооборону страны вынудили пересмотреть эти планы. Большая часть оборудования и предприятий военного и двойного назначения, намеченных к вывозу в порядке репараций, были возвращены Японии, а японскому правительству было разрешено создать силы самообороны страны. На первом этапе требовавшаяся для их вооружения бронетехника была поставлена США, значительной частью — бесплатно, в порядке военной помощи.
С созданием Сухопутных сил самообороны Японии, их танковый парк составили средние танки M4 и лёгкие M24, выпущенные в США в годы Второй мировой войны. Однако опыт их эксплуатации показал, что эти танки, созданные в расчёте на американские экипажи, были слишком велики и неудобны в обслуживании для отличавшихся в среднем меньшим ростом и физической силой японских солдат. Габариты американских танков также чрезвычайно затрудняли их транспортировку по японским железным дорогам, имевшим меньшую по сравнению с американскими ширину колеи, особенно — через многочисленные тоннели. Дополнительную проблему составляла масса большинства американских машин: ещё в первые послевоенные годы выяснилось, что даже 30-тонные M4 были слишком тяжелы для большинства японских мостов; эксплуатация этих танков в Японии в то время оказалась столь затруднительна, что к началу Корейской войны на вооружении оккупационных сил были оставлены только 18-тонные M24. Хотя в общей сложности Япония получила от США с 1950 по 1961 год около 1000 танков различных типов, они были представлены устаревшими или лёгкими образцами — самым совершенным среди них был M41 — и необходимость принятия на вооружение современного среднего танка не подвергалась сомнению. В начале 1950-х годов Япония получила от США для испытаний, по разным данным, один или несколько новых танков M47, но для принятия на вооружение он был сочтён непригодным. Помимо опять же, слишком больших для японских экипажей размеров, эксплуатация этих 46-тонных танков, несмотря на послевоенное восстановление и совершенствование дорожной сети Японии, оказалась бы крайне затруднительна.
Более предпочтительной была сочтена разработка своими силами на основе M47 танка, отвечающего специфическим потребностям Сил самообороны. Несмотря на девятилетний перерыв в разработке и выпуске бронетехники, Японии удалось сохранить значительную часть производства, научно-исследовательской базы и квалифицированных кадров, занятых в этой отрасли. Заказ на создание танка был выдан фирме Mitsubishi Heavy Industries, контроль за разработкой осуществляло Управление опытно-конструкторских технических работ Сил самообороны. Несмотря на то, что за основу был взят американский M47, проект будущего танка получил несколько значительных отличий, унаследованных от японских танков военного периода. Одним из них стало применение дизельного двигателя воздушного охлаждения вместо бензинового, хотя и четырёхтактного, а не двухтактного, как на танках военного периода. Второй особенностью стало размещение ведущих колёс в лобовой части танка при кормовом расположении моторного отделения и проходящей через танк трансмиссии; такое конструктивное решение, распространённое в период Второй мировой войны, для послевоенного периода осталось уникальным.
Разработка нового танка была начата в 1954 году, а первый прототип, получивший обозначение ST-A1, был завершён в марте 1957 года, вскоре после чего был изготовлен второй однотипный танк. В целом эти прототипы были схожи с будущими серийными машинами, однако имели автоматическую гидромеханическую трансмиссию с гидрообъёмным механизмом поворота и ходовую часть с семью опорными и четырьмя поддерживающими катками с каждого борта. Позднее были изготовлены ещё два прототипа, получивших обозначение ST-A2, отличавшихся укороченным и более высоким корпусом с шестью опорными катками на борт, и два прототипа типа ST-A3, получивших башню новой конструкции. За этим последовало изготовление десяти танков установочной серии под обозначением ST-A4, отличавшихся также новой командирской башенкой. После успешных испытаний этих машин, в апреле 1961 года танк был принят на вооружение под обозначением Тип 61.
Серийное производство танка было начато фирмой Mitsubishi в 1962 году, а к 1966 году был завершён сотый серийный танк. Производство Тип 61 продолжалось до 1972 года, всего за этот период было выпущено, по разным данным, 560 или 564 танка этого типа. Каких-либо серьёзных изменений в конструкцию танка за время серийного производства не вносилось, но к началу 1970-х годов часть танков была оснащена активным инфракрасным прибором ночного видения для механика-водителя, имеются также данные об оборудовании их шестью дымовыми гранатомётами, аналогичными установленным на танках Тип 74. Известно, что в 1965 или 1966 году американская фирма Hughes Aircraft поставила образец своего первого серийного лазерного дальномера для испытаний и возможного оснащения им Тип 61, но каких-либо данных о серийном оборудовании танка лазерным дальномером нет.

## Конструкция
Тип 61 имеет компоновку с расположением моторного отделения в кормовой, объединённого трансмиссионного отделения и отделения управления — в лобовой и боевого отделения — в средней части машины. Экипаж танка состоит из четырёх человек: механика-водителя, командира, наводчика и заряжающего.

### Броневой корпус и башня
Тип 61 имеет дифференцированное бронирование, обеспечивающее ограниченную противоснарядную защиту. Корпус танка собирается при помощи сварки из катаных листов. Лобовая часть корпуса имеет клиновидную форму со скуловыми скосами и толщину верхней лобовой детали в 46 мм. Корпус имеет корытообразную форму днища и надгусеничные ниши по всей длине, толщина бортовых листов составляет 25 мм, кормовых — 15 мм. Башня танка представляет собой цельную фасонную отливку и имеет полусферическую форму с цилиндрической маской орудия и развитой надгусеничной нишей, максимальная толщина брони в лобовой части составляет 64 мм. Посадка и высадка механика-водителя осуществляется через люк в правой части крыши корпуса, заряжающий имеет индивидуальный люк в крыше башни, тогда как на наводчика и командира приходится общий люк в командирской башенке. Доступ к агрегатам танка осуществляется через лючки в крыше моторного отделения и корме корпуса; помимо этого, для доступа к трансмиссии большая часть верхней лобовой детали корпуса выполнена съёмной.

### Вооружение
Основное вооружение танка составляет нарезная полуавтоматическая пушка Тип 61, представляющая собой лицензионный вариант американской M36, производившийся фирмой Japan Steel Works. Пушка имеет ствол длиной 50 калибров / 4500 мм, снабжённый Т-образным дульным тормозом и эжектором. Боекомплект орудия составляет 50 унитарных выстрелов. В боекомплект орудия входят выстрелы с калиберными бронебойными и осколочно-фугасными снарядами, данных об использовании других существующих типов 90-мм боприпасов нет.
Пушка размещается в спаренной с пулемётом установке в цапфах в лобовой части башни. Наведение спаренной установки при стрельбе прямой наводкой осуществляется при помощи перископического оптического прицела с увеличением 6× и дублирующего телескопического прицела с увеличением 4×, определение дальности осуществляется при помощи дальномера по типу оптического компенсатора, с длиной базы 1 метр, установленного в командирской башенке. Наведение орудия в вертикальной и горизонтальной плоскости осуществляется при помощи электрогидравлического привода, с дублирующим ручным винтовым приводом.
Вспомогательное вооружение Тип 61 состоит из двух пулемётов: в спаренной с пушкой установке размещается 7,62-мм M1919A4, а в дистанционно управляемой зенитной турельной установке на крыше командирской башенки размещён 12,7-мм M2. Огонь из последнего может вестись командиром из-под брони, однако по некоторым данным, часть танков оснащалась броневыми щитками для прикрытия стрелка при непосредственном ведении им огня. Боекомплект 7,62-мм пулемёта составляет 4000, а 12,7-мм — 525 патронов.

### Средства наблюдения и связи
Командир танка в небоевых условиях мог вести наблюдение за местностью, стоя в своём люке, тогда как для обзора местности в бою в распоряжении командира имеется поворотная командирская башенка с установленным в ней перископическим смотровым прибором с увеличением 7× и четырьмя расположенными по периметру эпископическими смотровыми приборами; помимо этого в башенке размещён оптический дальномер, имеющий малое поле зрения, но благодаря увеличению 12× также могущий использоваться для обзора местности. Наводчик для обзора местности имеет лишь свой прицел, тогда как у заряжающего имеется свой призменный перископический смотровой прибор. Механик-водитель располагает тремя неподвижными призменными перископическими приборами, обеспечивающими обзор лобового сектора, часть Тип 61 с начала 1970-х годов была также оснащена активным инфракрасным прибором ночного видения для вождения танка ночью. Средства связи Тип 61 состояли из радиостанции и танкового переговорного устройства.

### Двигатель и трансмиссия
Тип 61 оснащался 12-цилиндровым V-образным четырёхтактным дизельным двигателем воздушного охлаждения фирмы Mitsubishi Heavy Industries, модели 12HM-21WT. При рабочем объёме в 29 600 см³, 12HM-21WT развивал максимальную мощность в 600 л.с. (441 кВт) при 2100 об/мин и максимальный крутящий момент в 230 кгм (2254 н·м) при 1500 об/мин, хотя некоторые источники также приводят мощность двигателя в 650 или 570 л.с. Система воздухопитания двигателя включала два турбокомпрессора, по одному на каждый блок цилиндров. Система охлаждения двигателя включала два осевых вентилятора, расположенных над двигателем. 12HM-21WT работал на стандартном дизельном топливе, удельный расход топлива составлял 210 г/л.с.·ч.
Тип 61 имел механическую трансмиссию, в состав которой входили:
- Пятиступенчатая (5+1 механическая коробка передач с синхронизаторами
- Двухступенчатый редуктор с понижающей передачей[14]
- Механизм поворота по типу блокирующегося дифференциала[19]

Управление коробкой передач осуществляется при помощи пневматического сервопривода.

### Ходовая часть
Ходовая часть Тип 61 включает с каждого борта по шесть двухскатных обрезиненных опорных катков, три сдвоенных обрезиненных поддерживающих катка, ленивец и ведущее колесо переднего расположения со съёмными зубчатыми венцами. Подвеска опорных катков — индивидуальная, торсионная, с гидравлическими амортизаторами на четырёх первых и четырёх последних катках. Гусеницы Тип 61 — стальные, мелкозвенчатые, с резинометаллическим шарниром, шириной 500 мм.

## Машины на базе Тип 61
После принятия на вооружение танка Тип 61 на его базе был разработан ряд специализированных инженерных машин, предназначенных для поддержки частей, вооружённых новыми танками: мостоукладчик Тип 67 (яп. 67式戦車橋), машина технической поддержки Тип 67 (яп. 67式装甲作業車 и бронированная ремонтно-эвакуационная машина (БРЭМ) Тип 70 (яп. 70式戦車回収車). Мостоукладчик Тип 67 имел массу в 36,7 тонн, экипаж из трёх человек и вместо башни был оснащён раскладным мостом ножничного типа длиной 12 метров, имеющим грузоподъёмность в 40 тонн, ширину перекрываемого участка в 10 метров и время укладки в 3—5 минут. Машина технической поддержки Тип 67 имела массу в 35 тонн, экипаж из четырёх человек, была лишена башни и оснащена бульдозерным ножом и лёгким краном. БРЭМ Тип 70 также имела массу в 35 тонн и экипаж из четырёх человек. Вместо башни БРЭМ была оснащена неподвижной рубкой, в кормовой нише которой размещается лебёдка. Оборудование БРЭМ дополняли кран со складной A-образной стрелой, установленный над лобовой частью корпуса и бульдозерный нож, использующийся как опора при эвакуационных операциях или использовании крана. Вооружение Тип 70 состояло из 12,7-мм и 7,62-мм пулемётов, а также 81-мм миномёта, устанавливавшегося на лобовой плите корпуса.

## Организационно-штатная структура
Основными бронетанковыми подразделениями Сухопутных сил самообороны Японии поначалу являлись танковые батальоны. В состав танкового батальона дивизии входили штабная и три или четыре танковые роты. Один танковый батальон входил в состав каждой из двенадцати пехотных и одной механизированной дивизий. Танковый батальон пехотных дивизий, комплектовавшихся по штату «А», состоял из четырёх танковых рот и имел на вооружении 60 танков, дивизий штата «Б» и механизированной дивизии — из трёх рот с 46 танками. Помимо них, с 1956 года в Силах самообороны имелись отдельные танковые группы, на базе которых в 1974 году была сформирована 1-я танковая бригада в составе трёх танковых групп и мотопехотного батальона, численностью около 2000 человек личного состава, имевшая на вооружении более 220 танков и 120 бронетранспортёров. С конца 1988 года начался перевод пехотных дивизий на новый штат, в ходе которого на базе танкового батальона формировался танковый полк, состоявший из пяти танковых рот с 74 танками.
В 1981 году на основе 7-й механизированной дивизии и 1-й танковой бригады была сформирована 7-я танковая дивизия. По состоянию на 1982 год, дивизия насчитывала более 6500 человек личного состава и 230 средних танков и имела следующую структуру:
- Три танковых полка
  - Штаб роты с двумя танками
  - Четыре танковые роты по 14 танков в каждой
- Пехотный полк
  - Шесть пехотных рот
  - Рота тяжёлых миномётов
- Артиллерийский полк
  - Четыре самоходно-артиллерийских дивизиона по десять 155-мм САУ Тип 75 в каждой
- Зенитно-артиллерийский полк
  - Четыре зенитных дивизиона по десять 35-мм и 40-мм ЗСУ в каждом
- Полк обеспечения
  - Артиллерийско-техническая, снабжения, автотранспортная и медицинская роты
- Разведывательный батальон
- Инженерный батальон
- Батальон связи

На вооружении дивизии также имелось двенадцать 106-мм безоткатных орудий M40, 48 миномётов различных калибров, около 340 бронетранспортёров Тип 60 и Тип 73 и 1000 автомобилей различных типов.

## Эксплуатация
С поступлением на вооружение танка Тип 61 в 1961 году и началом его серийного производства, японскими вооружёнными силами была организована программа замены устаревших американских танков, хотя и к концу 1970-х годов на вооружении Сухопутных сил самообороны ещё оставалось значительное количество M41. Для Сухопутных сил самообороны в целом была характерна сравнительно малосерийная закупка нового вооружения и длительное использование устаревших образцов, поэтому новый танк Тип 74, начавший поступать в войска в 1976 году, предназначался для дополнения, а не замены Тип 61, и на протяжении 1960-х и 1970-х годов Тип 61 составлял основу танкового парка Сил самообороны.
К 1983 году на вооружении Сил самообороны всё ещё имелось 559 Тип 61, но в 1984 году началось постепенное сокращение числа этих танков. В декабре с вооружения были сняты первые два Тип 61; в последующие два года за ними последовали, соответственно, 36 и 25 танков. В первой половине 1990- годов на вооружении всё ещё оставалось около 400 Тип 61, но развёртывание производства нового танка Тип 90 позволило начать полномасштабную замену устаревшей техники. К концу 1999 года в строю оставалось лишь около 40 Тип 61. Окончательно последние Тип 61 были сняты с вооружения к 2000 году.

## Оценка проекта

### Конструктивные особенности
Система управления огнём танка, включавшая оптический дальномер, в целом отвечала требованиям времени и возможностям орудия. Сравнительно непопулярное в мировом танкостроении решение в виде вынесения дальномера в командирскую башенку привело к малой длине его базы и, соответственно, снижению точности измерения, хотя, с другой стороны, позволило командиру измерять дальность независимо от угла разворота башни. Электрогидравлические приводы наведения орудия, в целом заимствованные с американских танков, по сравнению с электромеханическими обеспечивали сравнительно высокую максимальную скорость горизонтального наведения, но отличались и меньшей надёжностью, а также снижением эффективности при низких температурах. Кроме того, гидравлические механизмы обладали меньшей устойчивостью к боевым повреждениям и большей пожароопасностью.
Прогрессивной особенностью танка, хотя и ставшей уже стандартом к 1960-м годам, стало его оснащение дизельным двигателем, снижавшим пожароопасность и, в целом, обладавшим лучшей экономичностью. Однако по сравнению со своими аналогами двигатель 12HM-21WT имел значительно худшие показатели экономичности, литровой мощности и удельной массы. По сравнению с базовым M47 упрощению подверглась трансмиссия: вместо гидромеханической трансмиссии с гидрообъёмным механизмом поворота, устанавливавшейся на первых прототипах японского танка, серийные машины получили простую механическую трансмиссию с механизмом поворота по типу блокируемого дифференциала. Тип 61 стал последним танком с механизмом поворота такого типа, который в послевоенном периоде из-за ряда недостатков был вытеснен более совершенными системами.

### Огневая мощь, защищённость и подвижность
90-мм пушка M36, лицензионной копией которой являлось орудие Тип 61, являлась универсальным орудием, способным бороться как с бронетехникой, так и с небронированными целями, однако по меркам ведущих танкостроительных стран это орудие к 1960-м годам уже являлось недостаточным для среднего танка. Положение в значительной степени исправляли разработанные в США к 90-мм пушке оперённые кумулятивные снаряды, поражавшие любой современный им танк с гомогенным бронированием, чему способствовала и достаточно современная для начала 1960-х годов СУО Тип 61, включавшая оптический дальномер, но по имеющимся данным, в боекомплект японского танка включались лишь калиберные бронебойные снаряды, практически неэффективные против лобовой брони советского Т-54/55 и других средних танков 1950-х годов и способные поражать лишь легкобронированную либо устаревшую бронетехнику, или бортовую броню более современных средних танков.
Защищённость Тип 61 по меркам 1960-х годов больше соответствовала уровню лёгких танков. Фактически, на поле боя танк был уязвим на нормальных дистанциях боя практически для всего арсенала распространённых в Восточной Азии противотанковых средств советского производства — противотанковых и танковых орудий калибра 57 мм и более и различных противотанковых гранатомётов, ПТРК и безоткатных орудий; при использовании подкалиберных снарядов для танка на дистанции в несколько сот метров становилась опасна даже устаревшая 45-мм пушка М-42. Тонкая бортовая броня на значительных дистанциях могла быть пробита 14,5-мм пулемётом КПВ, а кормовая — и 12,7-мм пулемётами. Даже с учётом особенностей японского театра военных действий, столь низкая защищённость, слабо соответствовавшая столь крупной и дорогой боевой машине, значительно снижала боевую стойкость вооружённых ими подразделений и их способность выполнять задачи общевойскового боя.
Несмотря на то, что удельная мощность Тип 61 в целом находилась на уровне зарубежных средних танков или незначительно уступала им, его паспортная максимальная скорость в 45 км/ч по меркам 1960-х годов была сравнительно невысокой. Неожиданно высоким для сравнительно лёгкой машины было и удельное давление на грунт, более соответствовавшее уровню тяжёлых машин массой в 50 тонн и более. Запас хода в 200 км также являлся низким по меркам 1960-х годов, тем более для машины с дизельным двигателем. Последнее в некоторой степени может быть отнесено на счёт ограниченных задач и радиуса действий, поставленных перед Силами самообороны, но даже швейцарский Pz. 61, предназначенный для действий на ещё более ограниченном театре военных действий, имел в полтора раза больший запас хода.

### Сравнение с аналогами
За 7 лет, прошедших с начала проектирования Тип 61, в США и Великобритании путём глубокой модернизации существовавших машин были созданы и поставлены на вооружение танки «Центурион» Mk.11/12/13 и M60A1 со значительно возросшими огневой мощью и бронезащитой, заведомо превосходившие по своим возможностям Тип 61, являвшийся облегчённым аналогом танка предыдущего поколения. Хотя эти танки значительно превосходили японский по массе, к началу 1960-х годов существовали и близкие в этом соотношении к Тип 61 машины. Первой из них являлся советский Т-54/55, который, несмотря на больший возраст, при несущественном отличии в массе значительно превосходил японский танк по комплексу тактико-технических характеристик, практически проигрывая лишь в отсутствии дальномера. Лицензионная, несколько упрощённая, копия этого танка производилась в Китае под обозначением Тип 59 и получила, как и оригинал, широкое распространение в Восточной Азии.
Вторым образцом являлся швейцарский Pz.61, разработанный параллельно с Тип 61 и также предназначавшийся для специфических потребностей национальных вооружённых сил. Хотя Pz.61, в отличие от Т-54/55, являлся в целом продуктом западной школы танкостроения, он имел близкую к Тип 61 массу, но при этом также значительно превосходил его по комплексу характеристик. В некоторой степени также возможно сравнение Тип 61 с китайским Тип 62, также являвшимся облегчённой версией среднего танка, в данном случае — Тип 59 (Т-54). В отличие от Тип 61, при Тип 62 облегчение выразилось не только в уменьшении размеров машины и толщины бронирования, но и в установке более лёгкой пушки и если японским конструкторам удалось достичь лишь 24 % облегчения, то китайский танк вышел на 42 % легче оригинала. Тем не менее, даже 85-мм китайская пушка благодаря наличию в боекомплекте бронебойных подкалиберных и оперённых кумулятивных снарядов даже превосходила по противотанковым возможностям 90-мм пушку, несмотря на более примитивную СУО Тип 62. Лобовая броня китайского танка также несколько уступала Тип 61, однако ввиду высокой уязвимости последнего эта разница затрагивала довольно узкий диапазон противотанковых средств.
Тем не менее, несмотря на то, что Тип 61 не соответствовал современным требованиям, что проявилось в частности в том, что немедленно после принятия его на вооружение была начата разработка более совершенного танка — будущего Тип 74 — первый послевоенный японский танк явился важным шагом как в восстановлении и развитии японской танкостроительной индустрии, так и в повышении боеспособности японских войск.
| Сравнение основных характеристик танков первой половины 1960-х годов |                                                         | |                                                         |                                                                                  |                                                          |                                                          |
|                                                                      | Тип 61                                                  | Т-55А / Тип 59-I | M60A1                                                   | «Центурион» Mk.12                                                                | Pz.61                                                    | Тип 62                                                   |
| Общие данные                                                         |                                                         | |                                                         |                                                                                  |                                                          |                                                          |
| Экипаж                                                               | 4                                                       | 4 | 4                                                       | 4                                                                                | 4                                                        | 4                                                        |
| Боевая масса, т                                                      | 35,0                                                    | 36,5 / 36,0 | 47,6                                                    | 51,0                                                                             | 38,0                                                     | 21,0                                                     |
| Ширина, м                                                            | 2,95                                                    | 3,27 | 3,63                                                    | 3,36                                                                             | 3,06                                                     | 2,88                                                     |
| Высота, м                                                            | 2,49                                                    | 2,40; 2,59 | 3,26                                                    | 2,94                                                                             | 2,72                                                     | 2,25; 2,31                                               |
| Приборы ночного видения                                              | —                                                       | ПНВ механика-водителя и командира, ночной прицел                                                                      | ПНВ механика-водителя и командира, ночной прицел        | ПНВ механика-водителя и командира, ночной прицел                                 | —                                                        | —                                                        |
| Система защиты от ОМП                                                | —                                                       | коллективная, с противорадиационным подбоем / —                                                                       | коллективная                                            | —                                                                                | —                                                        | —                                                        |
| Вооружение                                                           |                                                         | |                                                         |                                                                                  |                                                          |                                                          |
| Марка пушки                                                          | 90-мм Тип 61                                            | 100-мм Д-10Т | 105-мм M68                                              | 105-мм L7A1                                                                      | 105-мм Pz.Kan.61                                         | 85-мм Тип 62                                             |
| СУО                                                                  | перископический прицел (6×), оптический дальномер       | телескопический прицел (3,5/7×), стадиаметрическая шкала, двухплоскостной стабилизатор / одноплоскостной стабилизатор | перископический прицел (8×), оптический дальномер       | перископический прицел (8×), пристрелочный пулемёт, двухплоскостной стабилизатор | перископический прицел, оптический дальномер             | телескопический прицел (3,5/7×), стадиаметрическая шкала |
| Боекомплект пушки                                                    | 50                                                      | 43 / 44 | 63                                                      | 70                                                                               | 52                                                       | 46                                                       |
| Пулемёты                                                             | 1 × 12,7-мм M2 HB, 1 × 7,62-мм M1919A4                  | 2 × 7,62-мм ПКТ / 1 × 12,7-мм Тип 54 2 × 7,62-мм Тип 59                                                               | 1 × 12,7-мм M2 HB, 1 × 7,62-мм M73                      | 1 × 12,7-мм L21, 1 × 7,62-мм M1919A4                                             | 1 × 20-мм «Эрликон» 5TGK, 1 × 7,5-мм MG 51               | 1 × 12,7-мм Тип 54 1 × 7,62-мм Тип 59                    |
| Бронирование, мм                                                     |                                                         | |                                                         |                                                                                  |                                                          |                                                          |
| Верхняя лобовая деталь                                               | 55 / 60° (110)                                          | 100 / 60° (200) | 109 / 65° (258)                                         | 121 / 57° (222)                                                                  | 60                                                       | 25 / 60° (50)                                            |
| Нижняя лобовая деталь                                                | 46 / н/д                                                | 100 / 55° (174) | 85—143 / 55° (148—249)                                  | 76 / 46° (109)                                                                   | н/д                                                      | 25 / 48° (37)                                            |
| Лоб башни                                                            | 114                                                     | (200—216) | (254)                                                   | 200 / 0°                                                                         | 120                                                      | (50)                                                     |
| Борт корпуса                                                         | 25                                                      | 80 / 0° | (51—74)                                                 | 51 / 12° + 10 (52+10)                                                            | н/д                                                      | 25 / 0°                                                  |
| Борт башни                                                           | н/д                                                     | (160—172) | (140)                                                   | 112 / 0…10° (112…114)                                                            | н/д                                                      | (32—40)                                                  |
| Подвижность                                                          |                                                         | |                                                         |                                                                                  |                                                          |                                                          |
| Тип двигателя                                                        | V-образный, дизельный, воздушного охлаждения, 600 л. с. | V-образный, дизельный, жидкостного охлаждения, 580 л. с. / 520 л. с.                                                  | V-образный, дизельный, воздушного охлаждения, 750 л. с. | V-образный, карбюраторный, жидкостного охлаждения, 650 л. с.                     | V-образный, дизельный, жидкостного охлаждения, 630 л. с. | V-образный, дизельный, жидкостного охлаждения, 430 л. с. |
| Удельная мощность, л. с./т                                           | 17,1                                                    | 15,9 / 14,4 | 15,8                                                    | 12,5                                                                             | 16,6                                                     | 20,5                                                     |
| Тип подвески                                                         | индивидуальная торсионная                               | индивидуальная торсионная                                                                                             | индивидуальная торсионная                               | сблокированная попарно пружинная                                                 | индивидуальная на тарельчатых пружинах                   | индивидуальная торсионная                                |
| Максимальная скорость по шоссе, км/ч                                 | 45                                                      | 50 | 48                                                      | 34                                                                               | 55                                                       | 60                                                       |
| Запас хода по шоссе, км                                              | 200                                                     | 500—715 / 440—600 | 480                                                     | 190                                                                              | 300                                                      | 650                                                      |
| Удельное давление на грунт, кг/см²                                   | 0,95                                                    | 0,81 | 0,78                                                    | н/д                                                                              | 0,85                                                     | 0,71                                                     |

### Сноски
1. ↑  Практически полностью снятая с вооружения Советской Армии, но и в 1960-е годы всё ещё могушая сохраняться во второстепенных подразделениях китайской и других восточноазиатских армий
2. ↑  Первые прототипы Т-54 были построены в последние месяцы Второй мировой войны, а в серийное производство танк был запущен в 1947 году и с 1949 года не претерпевал существенных изменений в бронезащите и вооружении
3. ↑  Хотя в данном случае создание облегчённой версии было вызвано не столько специфическими требованиями НОАК — хотя возможность действий в труднопроходимой местности называлась основной причиной, — сколько трудностями китайской промышленности в освоении более сложных и тяжёлых Тип 59
4. 1 2 3  По крыше башни
5. 1 2  По командирской башенке
6. ↑  По командирскому перископу
7. ↑  По башенке заряжающего
8. ↑  На всех танках, на которых они есть — активные инфракрасные
9. ↑  ПНВ механика-водителя на части танков
10. ↑  В скобках указана приведённая толщина брони
11. 1 2 3 4 5 6 7  Литая броневая деталь сложной формы; указана эквивалентная толщина
12. ↑  10-мм стальной противокумулятивный экран
13. ↑  Соответственно, с учётом только топливных баков или с кормовыми подвесными бочками, топливо из которых переливается в баки только на стоянке